# Point Lisas
Point Lisas est une agglomération de la région de Couva-Tabaquite-Talparo située au centre de Trinidad, à l'ouest de la ville de Couva. Elle abrite un port maritime, Port of Point Lisas, et un site industriel, Point Lisas Industrial Estate, tous les deux administrés par Plipdeco (« Point Lisas Industrial Port Development Company »).
Point Lisas Industrial Estate abrite la plupart des unités industrielles lourdes de Trinité-et-Tobago, incluant une aciérie (détenue par ArcelorMittal) et plusieurs complexes industriels servant à la synthèse du méthanol, de l'ammoniac et de l'urée. Il abrite aussi deux centrales électriques et une usine de dessalement de l'eau par osmose inverse. La plupart des usines à Point Lisas exigent du gaz naturel en intrant, lequel est extrait au large de la côte est de Trinidad et acheminé par un pipeline traversant l'île.
Port of Point Lisas est le deuxième plus important port du pays et un important port pour cargos.